# Leontíades (comandante)
Leontíades era el comandante del contingente tebano de 400 hombres del ejército griego en la batalla de las Termópilas. Poco se sabe de su vida antes o después de la batalla, pero según Heródoto, era hijo de Eurímaco y también el padre de otro Eurímaco que desempeñaría un papel destacado en el muy posterior asedio de Platea.
La ciudad beocio-griega de Tebas había dado muestras de sumisión a un heraldo del rey persa Jerjes cuando su ejército aún atravesaba Macedonia antes de las Termópilas, al igual que la mayoría de los demás beocios, los tesalios, los dólopes, los enienes, los perrebios, los locrios, los magnesios, los melios y los aqueos de Partia. El rey espartano Leónidas, por tanto, desconfiaba de la lealtad tebana, presionó a Tebas para que enviara tropas que se unieran a él para comprobar si cumplirían o rechazarían la alianza griega. Tebas respondió enviando 400 hoplitas, dirigidos por Leontíades, para unirse a la coalición griega en el paso montañoso de las Termópilas.
Durante los primeros dos días de batalla, el contingente tebano luchó por turnos con los demás griegos contra los persas. Cuando los persas se enteraron en la segunda noche de la existencia de una ruta por la que podían rodear la posición griega, y Leónidas respondió retirando a la mayor parte del ejército griego del paso, los tebanos de Leontíades fueron el único grupo al que Leónidas obligó a permanecer allí con sus espartanos (aunque los tespios dirigidos por Demófilo también se quedaron, rechazando la orden de retirarse). Al tercer día, los tebanos lucharon inicialmente junto a espartanos y tespios. Pero cuando el cerco persa se completó y la batalla empezó a torcerse, y los espartanos y tespios se retiraron a la posición de su última resistencia, Leontíades y los tebanos aprovecharon la oportunidad para separarse y apresurarse a la rendición.
Algunos de los tebanos fueron muertos cuando se acercaban a los persas, pero pudieron argumentar que siempre habían sido leales a Persia, que habían sido de los primeros griegos en ofrecer a Jerjes muestras de sumisión, que sólo habían acudido a las Termópilas bajo coacción de los aliados griegos y que no eran culpables de ningún daño causado a Jerjes. Los tesalios del ejército de Jerjes atestiguaron que los tebanos decían la verdad y les perdonaron la vida. Por orden de Jerjes, Leontíades y cada uno de sus hombres supervivientes fueron marcados con las marcas del rey.